# Bicellaria nigra
Bicellaria nigra är en tvåvingeart som först beskrevs av Johann Wilhelm Meigen 1824.  Bicellaria nigra ingår i släktet Bicellaria och familjen puckeldansflugor. Arten är reproducerande i Sverige. Inga underarter finns listade i Catalogue of Life.